# مونرو بياردسلي
مونرو بياردسلي (10 ديسمبر 1915 - 18 سبتمبر 1985) (بالإنجليزية: Monroe Beardsley)‏ فيلسوف فنّي أمريكي.

## مسيرته
ولد ونشأ في بريدجبورت (كونيتيكت)، ثم درس في جامعة ييل (دكتوراه 1939)، حيث حصل على جائزة جون أديسون بورتر. درّس في عدد من الكليات والجامعات، بما في ذلك كلية ماونت هوليوك وجامعة ييل. قضى معظم حياته المهنية في كلية سوارثمور وجامعة تمبل.
اشتهر عمله في علم الجمال بدفاعه عن الذرائعية في نظرية الفن ومفهومه للتجربة الجمالية. انتُخب بياردسلي رئيسًا للجمعية الأمريكية للتجميل في عام 1956.